# Lubaszki
Lubaszki (biał. Любашкі) – wieś na Białorusi, w rejonie kamienieckim obwodu brzeskiego. Miejscowość wchodzi w skład sielsowietu Dmitrowicze.
W okolicach miejscowości znajdują się kurhany z okresu XI-XII w.
Lubaszki leżą 17 km na północny zachód od Kamieńca, 56 km na północ od Brześcia, 25 km na północny wschód od stacji kolejowej Wysoka-Litowsk na linii Brześć-Białystok.